# Olaf Brandt
Olaf Brandt (ur. 2 lipca 1971 w Greifswaldzie) – wschodnioniemiecki, a potem niemiecki zapaśnik walczący w obu stylach. Olimpijczyk z Barcelony 1992, gdzie zajął jedenaste miejsce w kategorii 52 kg, w stylu klasycznym.
Siódmy na mistrzostwach Europy w 1992. Piąty w Pucharze Świata w 1997 roku.
Mistrz NRD w 1989. Mistrz Niemiec w 1992, 1993 i 1999; drugi w 2003; trzeci w 1991 i 1998, w stylu klasycznym. Mistrz w stylu wolnym w 1997 i 2006; drugi w 1996, 1999 i 2002; trzeci w 1998 roku.